# ラ・ガリソニエール (軽巡洋艦)
ラ・ガリソニエール (La Galissonnière) はフランス海軍の軽巡洋艦。ラ・ガリソニエール級。
1931年12月15日起工。1933年11月18日進水。1936年1月1日就役。
就役後地中海の第2軽戦隊(2nd Light Squadron)に編入され、1937年10月に姉妹艦「ジャン・ド・ヴィエンヌ」、「マルセイエーズ」とトゥーロンで第3巡洋艦戦隊(3rd Cruiser Division)を編成した。
第二次世界大戦の開戦後1939年11月中旬まではチュニジア沿岸で哨戒活動に就いていた。それから1940年2月までブレストで改装を行い、その後フランスの降伏までトゥーロンを基地としていた。

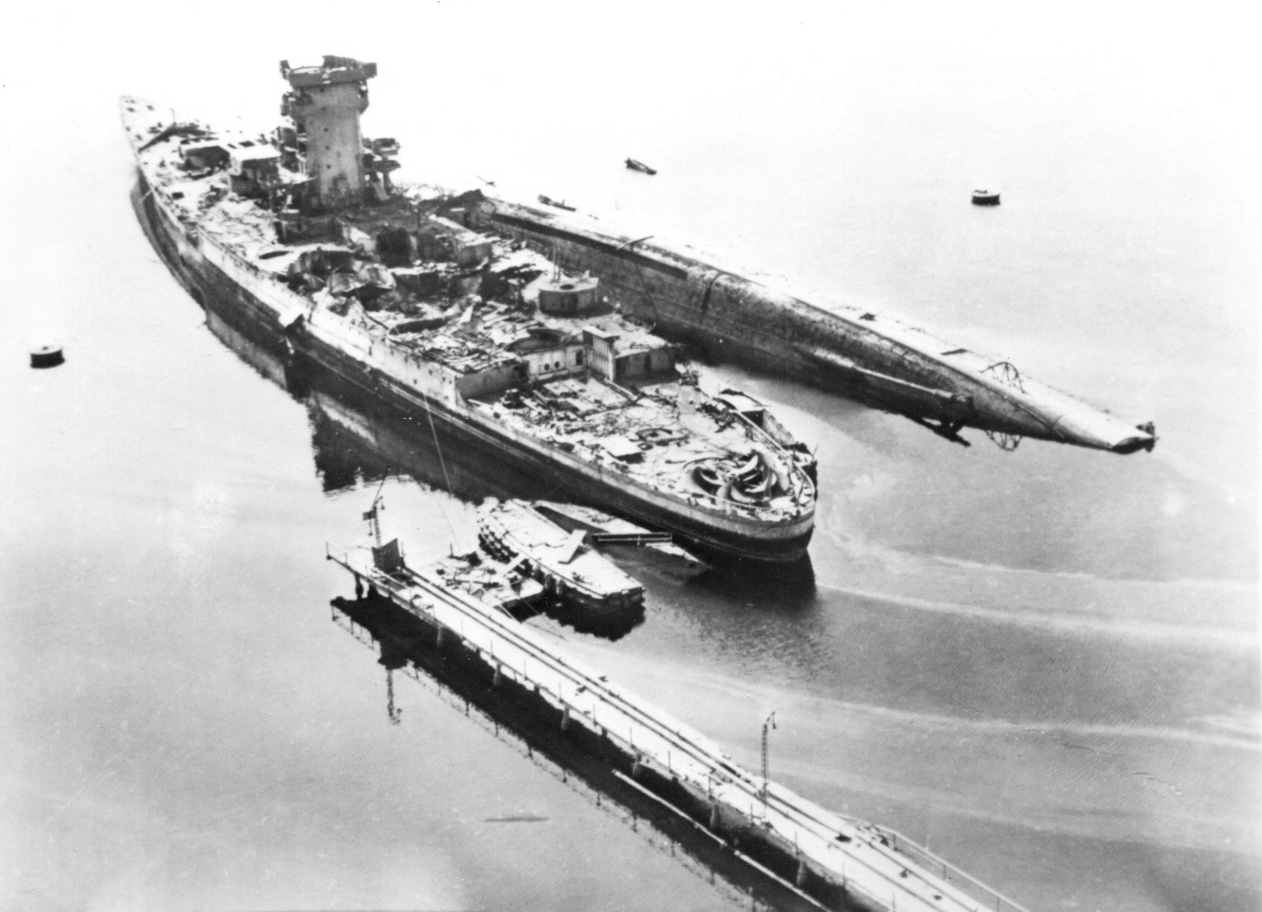
大破したストラスブールの横で転覆したラ・ガリソニエール

1942年11月27日、ドイツによる捕獲を避けるためにトゥーロンで自沈した。1943年3月3日にイタリアにより浮揚され、「FR 12」と改名された。1943年11月24日、アメリカの爆撃機の攻撃によって損傷。1944年8月18日、連合軍のB-25による爆撃で沈没。